# Enrique Bustamante y Salazar
Enrique Nicolás Bustamante y Salazar (Lima, 1842-Chosica, 21 de febrero de 1907) fue un político y diplomático peruano. Partidario y amigo de Nicolás de Piérola, acompañó a este caudillo en todas sus aventuras revolucionarias. Durante la dictadura pierolista fue ministro plenipotenciario en Bolivia (1880-1881). En 1895 integró la Junta de Gobierno presidida por Manuel Candamo, como ministro de Guerra y Marina. En el gobierno constitucional de Piérola (1895-1899) fue ministro plenipotenciario en Ecuador, Colombia y Venezuela. Fue también diputado y senador.

## Biografía
Hijo del general José Bustamante y Cristina Salazar. Empezó en el servicio diplomático como adjunto a la legación peruana en Chile que encabezaba el general Manuel Ignacio de Vivanco, durante el segundo gobierno de Ramón Castilla (1861).
Luego ocupó otros cargos administrativos, hasta que en los años 1870 se plegó a la actividad subversiva del caudillo civil Nicolás de Piérola. Participó así en la expedición marítima del Talismán y en la campaña terrestre que culminó en la batalla de Los Ángeles, durante el gobierno de Manuel Pardo y Lavalle (1874). Luego actuó en la revolución iniciada en Moquegua y que fue derrotada en el combate de Yacango, durante el segundo gobierno de Mariano Ignacio Prado (1876). Poco después, participó en la captura del monitor Huáscar y en el combate de Pacocha, cuando dicha nave enfrentó a dos poderosos buques de la armada británica (1877).
Convertido ya en uno de los más leales seguidores de Piérola, apoyó a este caudillo en su rebelión contra el gobierno de Luis La Puerta, que triunfó el 21 de diciembre de 1879, en plena Guerra del Pacífico. Sirvió entonces como secretario de Piérola, que se autoproclamó Jefe Supremo e instaló la dictadura.
En 1880 se trasladó a Bolivia para ejercer como ministro plenipotenciario. Firmó un acuerdo comercial con dicho país, para permitirle que sacara sus mercaderías por el puerto peruano de Mollendo, en vista que había perdido su litoral por la invasión chilena. Finalizada la dictadura de Piérola en 1881, renunció a su cargo diplomático.
En 1884 formó parte de la Asamblea Constituyente convocada por el presidente Miguel Iglesias luego de la firma del Tratado de Ancón que puso fin a la Guerra del Pacífico. Esta asamblea no sólo ratificó dicho tratado sino también ratificó como presidente provisional a Miguel Iglesias, lo que condujo a la Guerra civil peruana de 1884-1885. Luego fue elegido senador por Puno (1885). Pero suspendió su función parlamentaria al ser acreditado por el gobierno de Miguel Iglesias como ministro plenipotenciario en Bolivia, reasumiendo así dicho cargo. Pero renunció una vez producida la caída de dicho gobierno y permaneció en La Paz (1885).
En 1894 se unió a la revolución cívico-demócrata encabezada por Nicolás de Piérola contra el gobierno del general Andrés A. Cáceres. Se embarcó con Piérola en Iquique a bordo de una frágil nave, en la que hicieron el peligroso recorrido hasta Puerto Caballas, en la costa del departamento de Ica. Fue el inicio del avance de los revolucionarios que, divididos en tres columnas, no pararon hasta llegar a Lima.

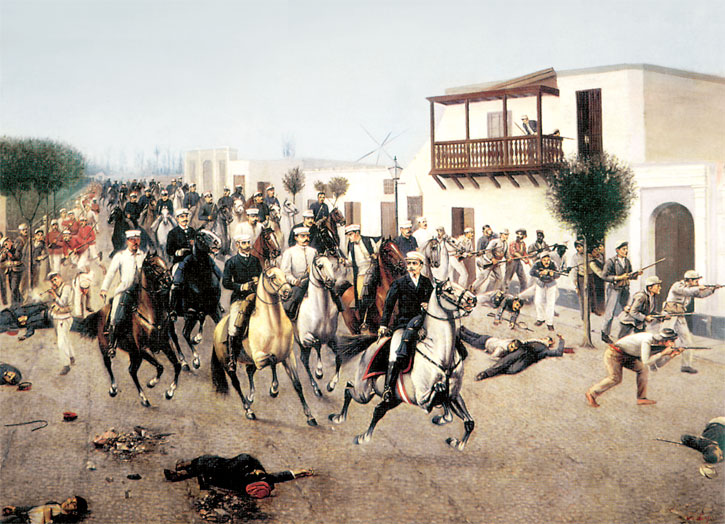
Pintura de Juan Lepiani, que representa a Nicolás Piérola, junto con Enrique Bustamante, encabezando a sus montoneros en la entrada a Lima por la Puerta de Cocharcas (17 de marzo de 1895).

En plena campaña revolucionaria, Bustamante fue nombrado secretario de Gobierno y Hacienda. Y figuró al lado de Piérola en su entrada a Lima, el 17 de marzo de 1895, entrada que fue inmortalizada por el pintor Juan Lepiani.
Tras la firma de un armisticio, ambos bandos acordaron poner fin a la lucha. Bustamante, en representación de Piérola, se reunió con Luis Felipe Villarán, representante del presidente Cáceres. Se acordó la conformación de una Junta de Gobierno, integrada por cuatro miembros:
- Dos designados por Cáceres: Luis Felipe Villarán y Ricardo W. Espinoza
- Dos designados por Piérola: Enrique Bustamante y Salazar y Elías Malpartida.

Estos cuatro juntistas eligieron como presidente de la Junta a Manuel Candamo. Bustamante se hizo cargo del ministerio de Guerra y Marina. Este gobierno juntista duró de 20 de marzo a 8 de septiembre de 1895. 
Realizadas las elecciones de 1895, triunfó Nicolás de Piérola, que inauguró su gobierno constitucional. Mientras que Bustamante fue elegido diputado por Lima en 1896. Luego pasó a Ecuador como ministro plenipotenciario (1897), y con el mismo cargo se trasladó sucesivamente a Colombia y Venezuela.
Finalizando el gobierno de Piérola, Bustamante fue uno de los voceados para ser el candidato demócrata para las elecciones de 1899. Pero finalmente el elegido fue Eduardo López de Romaña, que representando una alianza entre los partidos Civil y Demócrata, ganó dichas elecciones.
Bustamante continuó en la política y fue presidente del comité directivo del Partido Demócrata. Hasta que a mediados de la década de 1900 se retiró definitivamente de la vida pública. Falleció en Chosica, en 1907.
Casado con María Josefa Ballivián y Jaimes, tuvo cinco hijos, uno de los cuales fue el poeta Enrique Bustamante y Ballivián (1883-1937).